# Yevgeniy Valitskiy
Yevgeniy Borisovich Valitskiy, uzb. cyr. Евгений Борисович Валицкий, ros. Евгений Борисович Валицкий, Jewgienij Borisowicz Walicki (ur. 15 stycznia 1929, Uzbecka SRR) – uzbecki piłkarz, grający na pozycji napastnika, trener piłkarski.

## Kariera piłkarska
W 1947 rozpoczął karierę piłkarską w amatorskim zespole Trud Taszkent, w którym występował do 1955, a potem bronił barw klubu Spartak Taszkent, w którym zakończył karierę piłkarza.

## Kariera trenerska
Po zakończeniu kariery piłkarza rozpoczął pracę szkoleniowca. W 1961 prowadził SKA Taszkent, a w 1962 trenował Sokol Taszkent. Na początku 1964 stał na czele Spartaka Andijon, a latem 1964 dołączył do sztabu trenerskiego Paxtakoru Taszkent, w którym pomagał trenować. Prowadził kluby FK Yangiariq (1972-1973), FK Yangiyer (1973), Spartak Semipałatyńsk (od 1975 do sierpnia 1978), Aktiubiniec Aktiubińsk (od sierpnia 1978 do 1980), Neftyanik Fergana (1981-1983), Narimanovets Bogʻot (1984), Soxibkor Xalqobod (1985-1986) i SKA-RSzWSM Taszkent (1999). Również pracował jako asystent trenera w klubach Shaxtyor Angren, Umida Taszkent, Navbahor Namangan, MHSK Taszkent, Łada Togliatti, Doʻstlik Yangibozor, Metallurg Bekobod i Qizilqum Zarafshon.

## Sukcesy i odznaczenia

### Odznaczenia
- tytuł Zasłużonego Trenera Uzbeckiej SRR